# Идендери
Идендери (енгл. Edenderry, ир. Éadan Doire) је град у Републици Ирској, у средишњем делу државе. Град је у саставу округа округа Офали и представља његов други по величини град.

## Природни услови
Град Идендери се налази у средишњем делу ирског острва и Републике Ирске и припада покрајини Ленстер. Град је удаљен 60 километара западно од Даблина. 
Идендери је смештен у равничарском подручју средишње Ирске. Град се развио на тзв. Великом каналу. Надморска висина средишњег дела града је око 85 метара.
Клима: Клима у Идендерију је умерено континентална са изразитим утицајем Атлантика и Голфске струје. Стога град одликује блага и веома променљива клима.

## Историја
Подручје Идендерија било је насељено већ у време праисторије. Дато подручје је освојено од стране енглеских Нормана у крајем 12. века.
Током 18. века град је био једно од средишта прве индустрије у Ирској. 
Идендери је од 1921. године у саставу Републике Ирске. Опоравак града започео је тек последњих деценија, када је град поново забележио нагли развој и раст.

## Становништво
Према последњим проценама из 2011. године. Идендери је имао преко 7 хиљада становника. Последњих година број становника у граду се брзо повећава.

## Збирка слика
- Главна улица